# Данков, Сидни
Сидни Данков (англ. Sidney Michael Dancoff; 1913—1951) — американский физик, работавший в области квантовой электродинамики. Стипендиат Гуггенхайма (1950).

## Биография
Родился 27 сентября 1913 года в Филадельфии в еврейской семье.
Переехал в район Squirrel Hill города Питтсбурга. Окончил Университет Карнеги — Меллон на частную стипендию, получив степень бакалавра по физике в 1934 году, и степень магистра, окончив в 1936 году Питтсбургский университет. Затем поступил в Калифорнийский университет в Беркли, где в 1939 году получил докторскую степень под руководством физика-теоретика Роберта Оппенгеймера.
Во время работы в Беркли Оппенгеймер предложил ему работу по расчету рассеяния релятивистского электрона электрическим полем. Вёл работы в области квантовой электродинамики, продолжая исследования Р. Оппенгеймера и Ф. Блоха. Результаты опубликовал в своём труде в 1939 году. Во время Второй мировой войны работал по теории недавно изобретенных атомных реакторов. После войны, в 1948 году, Синъитиро Томонага и его ученики вернулись к работе Данкова, обнаружив в ней неточность и устранив её. За это Томонага и его коллеги получили в 1965 году Нобелевскую премию.
В послевоенное время работал в Иллинойсском университете в Урбане-Шампейне. В 1950 году опубликовал метод аппроксимации теории многих тел, который впоследствии использовался в ядерной и твердотельной физике. В 1945 году над этим же работал И. Е. Тамм, и метод назван в честь обоих физиков. В конце 1940-х годов начал сотрудничать с австрийским физиком Henry Quastler в новой области науки — кибернетике и теории информации. Их работа привела к публикации, которую в настоящее время называют законом Данкова (англ. Dancoff's Law).
Умер от лимфомы 15 августа 1951 года в городе Эрбана штата Иллинойс. В 1994 году был перезахоронен в Калифорнии.